# Eszter Szabó-Feltóthy
Dans le nom hongrois Szabó-Feltóthy Eszter, le nom de famille précède le prénom, mais cet article utilise l’ordre habituel en français Eszter Szabó-Feltóthy, où le prénom précède le nom.
Eszter Szabó-Feltóthy, née le 4 janvier de 2002 Budapest, est une nageuse hongroise, spécialiste du dos. Elle a notamment remporté une médaille de bronze aux Championnat d'Europe de Natation de 2024Budapest, dans l'épreuve du 200 m dos. Elle a également atteint la 4ème place de cette épreuve aux Championnats du monde de natation de 2024 à Doha.
Elle est licenciée au club omnisports du Vasas SC.

## Palmarès

### Championnats du monde
Grand bassin
- Championnats du monde de 2024 à Doha (Qatar) :
  - 4e du 200 m dos

### Championnats d'Europe
Grand bassin
- Championnats d'Europe de 2022 à Rome (Italie) :
  - 4e du 200 m dos

- Championnats d'Europe de 2024 à Belgrade (Serbie) :
  -  Médaille de bronze sur 200 m dos